# Marco Emilio Paulo (cónsul 302 a. C.)
Marco Emilio Paulo (en latín, Marcus Aemilius L. f. Paullus) cónsul en el año 302 a. C. con Marco Livio Denter, derrotó cerca de Thuriae al lacedemonio Cleónimo, el hijo menor de Cleómenes II y tío del rey de Esparta, Areo I, que estaba asolando la costa de Italia, con una flota griega. 
En el año siguiente, 301 a. C., año en que no hubo cónsules, Paulo fue magister equitum del dictador Marco Valerio Corvo. Mientras que el dictador volvió a Roma con el fin de renovar los auspicios, Emilio fue derrotado en batalla por los etruscos.